# Equinix Internet Exchange Warsaw
Equinix Internet Exchange Warsaw (dawniej: Polish Internet Exchange, PLIX) – punkt wymiany ruchu międzyoperatorskiego. Jest węzłem sieciowym pozwalającym na wymianę ruchu IP pomiędzy uczestnikami, którymi są firmy będące operatorami sieci komputerowych posiadających ASN (Autonomous System Number).
Punkt wymiany ruchu powstał w marcu 2006 roku pod nazwą Polish Internet Exchange (w skrócie PLIX). Od stycznia 2016 roku, jego właścicielem jest spółka Equinix, która przejęła węzeł w momencie zakupu TelecityGroup. Od tego momentu nazwą punktu wymiany jest Equinix Internet Exchange Warsaw.
W 2021 roku z punktu wymiany korzystało 259 podmiotów ASN. W tym czasie przez węzeł przechodził ruch sieciowy z przepływnością ok. 1,2 Tbps.